# PHTL Lienz
Die PHTL Lienz (Private Höhere Technische Lehranstalt Lienz) ist eine Privatschule mit Öffentlichkeitsrecht in Lienz. Der einzige Ausbildungsschwerpunkt Mechatronik wird zusätzlich in Form einer vierjährigen Fachschule angeboten.

## Geschichte
Aufgrund von großer Jugendarbeitslosigkeit wurde 1986 die Private Fachschule für Metallbearbeitung des Landes Tirol gegründet, die erste Klasse wurde als Expositur der HTL Fulpmes geführt. 1994 folgte die Gründung des Vereins zur Errichtung und Führung der technisch-gewerblichen Lehranstalt Lienz, durch den in der weiteren Folge die PHTL Lienz entstand. Es war Fachschulabsolventen nun möglich, in einem viersemestrigen Aufbaulehrgang für Fertigungsautomatisierung zusätzlich die HTL-Reifeprüfung zu erwerben. Im Jahr 1995 folgte der Spatenstich zum HTL-Neubau am Linken Iselweg, welcher zwei Jahre später, am 27. November 1997 eröffnet wurde. Mit Neujahr 1998 übernahm Peter Girstmair die Leitung der Bildungsanstalt. Im Schuljahr 2003/2004 wurde Mechatronik zum neuen Ausbildungsschwerpunkt, mit dem ab sofort jährlich zwei Klassen der HTL und eine Klasse der Fachschule geführt wurden. Die HTL-Klassen ersetzten somit die Kombination Fachschule + Aufbaulehrgang. Durch diese Änderung liefen die Aufbaulehrgänge mit dem Schuljahr 2005/2006 aus.
2018 wurde die Erweiterung der Schule durch den Campus Technik Lienz realisiert, in dem bis 2022 unter anderem auch ein Bachelorstudium im Bereich Mechatronik angeboten wurde.
Mit 1. August 2022 übernahm der 2. Vizebürgermeister von Lienz, Alexander Kröll, die Leitung der Schule.

## Ausbildungsangebot
Die PHTL Lienz hat zwei Schulformen:
- HTL für Mechatronik: Die HTL dauert fünf Jahre und schließt mit der Reife- und Diplomprüfung ab, wodurch man zum Studium berechtigt ist.

- Fachschule für Mechatronik: Die Fachschule ist eine vierjährige berufsbildende mittlere Schule (BMS) und wird mit dem Berufsabschluss für Mechatroniker beendet.

## Leitung
- 1986–1997 Franz Egartner[1]
- 1998–2022 Peter Girstmair[1]
- seit 2022 Alexander Kröll[7]

## Bekannte Absolventen
- Norbert Totschnig, Landwirtschaftsminister